# Chelostoma carinoclypeatum
Chelostoma carinoclypeatum är en biart som beskrevs av Wu 1992. Chelostoma carinoclypeatum ingår i släktet blomsovarbin, och familjen buksamlarbin. Inga underarter finns listade i Catalogue of Life.